# Jérémy Toulalan
Jérémy Toulalan, wym. [ʒeʁemi tulalɑ̃] (ur. 10 września 1983 w Nantes) – francuski piłkarz występujący na pozycji pomocnika. Były reprezentant Francji.

## Kariera klubowa
Jérémy Toulalan od 1998 roku trenował w szkółce juniorów FC Nantes. Od sezonu 2000/2001 był członkiem drugiej drużyny „Kanarków”, natomiast szansę debiutu w pierwszym zespole otrzymał w rozgrywkach 2001/2002 podczas meczu ze Stade Rennais. Toulalan występował w nim coraz częściej i z czasem stał się podstawowym zawodnikiem francuskiego zespołu. Dla FC Nantes Toulalan przez pięć sezonów rozegrał łącznie 94 ligowe pojedynki i zdobył jedną bramkę.
Latem 2006 roku francuski pomocnik za siedem milionów euro trafił do Olympique Lyon. Miał zastąpić tam Mahamadou Diarrę, który odszedł do Realu Madryt. W nowym klubie Toulalan od razu wywalczył sobie miejsce w wyjściowej jedenastce i w debiutanckim sezonie rozegrał 30 spotkań w Ligue 1. W dużym stopniu przyczynił się do wywalczenia przez swoją drużynę szóstego w historii klubu tytułu mistrza kraju. W sezonie 2007/2008 Lyon ponownie zakończył ligowe rozgrywki na pierwszym miejscu, a Toulalan zajął trzecie miejsce w plebiscycie na najlepszego piłkarza sezonu. Został wyprzedzony tylko przez króla strzelców ligi – Karima Benzemę oraz Senegalczyka Mamadou Nianga.
Po słabym sezonie 2010–2011 zdecydował się opuścić Francję i przeszedł hiszpańskiego zespołu Málaga CF za kwotę 10 mln euro dla OL i 4 mln euro rocznej pensji. Tam odbudował się psychicznie i został jednym z najlepiej odzyskujących piłkę zawodników La Liga.
W wyniku poważnych problemów finansowych hiszpańskiego klubu 6 lipca 2013 roku Toulalan podpisał 2-letnią umowę z AS Monaco. Kwota transferu Toulalana wyniosła 5 mln euro.
Od 18 stycznia 2018 r. bez klubu.

## Kariera reprezentacyjna
W 2006 roku razem z reprezentacją Francji do lat 21 Toulalan wystąpił w Mistrzostwach Europy, na których juniorzy „Trójkolorowych” zostali wyeliminowani w półfinale przez późniejszych triumfatorów turnieju – Holendrów. Wychowanek FC Nantes wspólnie ze Steve’em Mandandą i Rio Mavubą został wybrany do najlepszej jedenastki tej imprezy.
W seniorskiej reprezentacji Francji Toulalan zadebiutował 10 października tego samego roku w wygranym 5:0 spotkaniu przeciwko Wyspom Owczym. Od tego czasu regularnie był powoływany przez Raymonda Domenecha do kadry reprezentacji. W 2008 roku Toulalan znalazł się w 23-osobowej kadrze Francuzów na Mistrzostwa Europy. Turniej w Austrii i Szwajcarii okazał się dla wicemistrzów świata zupełnie nieudany, ponieważ podopieczni Domenecha zajęli ostatnie miejsce w swojej grupie mając na koncie tylko jeden punkt. Sam Toulalan na Euro 2008 był podstawowym zawodnikiem swojej drużyny narodowej i wystąpił we wszystkich trzech pojedynkach. W 2010 podczas mistrzostw świata w RPA uczestniczył w tzw. „strajku w Knysna”, odmowie wyjścia na trening w proteście przeciw wykluczeniu z ekipy Nicolasa Anelki. Po nieudanym mundialu w RPA jego kariera reprezentacyjna załamała się.